# 胡椒牛肝菌
胡椒牛肝菌（學名：Chalciporus piperatus）是牛肝菌科中的一種小孔蕈類，分布於北美和欧洲大陆的混合林帶。在巴西的外來樹種和塔斯馬尼亞島上的本土樹種坎寧安氏假山毛櫸（Nothofagus cunninghamii）附近也有發現的紀錄，並已經開始歸化。胡椒牛肝菌的擔子果菌蓋約1.6—9 cm（0.6—3.5英寸），橙黃色，其下有棕色萌發孔。菌柄長約4—9.5 cm（1.6—3.7英寸），粗約0.6—1.2 cm（0.2—0.5英寸）。稀有變種 hypochryseus僅分布於歐陸，據黃色萌發孔。
1790年，皮埃爾·布雅德將胡椒牛肝菌命名為「Boletus piperatus」，分在牛肝菌屬之下。但後來的證據表明，它與牛肝菌屬的親緣關係不大。於是1908年，弗雷德里克·巴塔耶（Frédéric Bataille）將其重新分類，命名為「Chalciporus piperatus」，分入Chalciporus屬。此屬為牛肝菌科的初期分支，並與其他同科物種一樣，有寄生的特性。本種曾經被認為是外生菌根（一種植物根系和真菌進行共生的構造），現在被認為有可能其實是寄生在毒蠅傘（Amanita muscaria）身上，其菌肉具有胡椒味，可用作調味品。

## 分類及命名

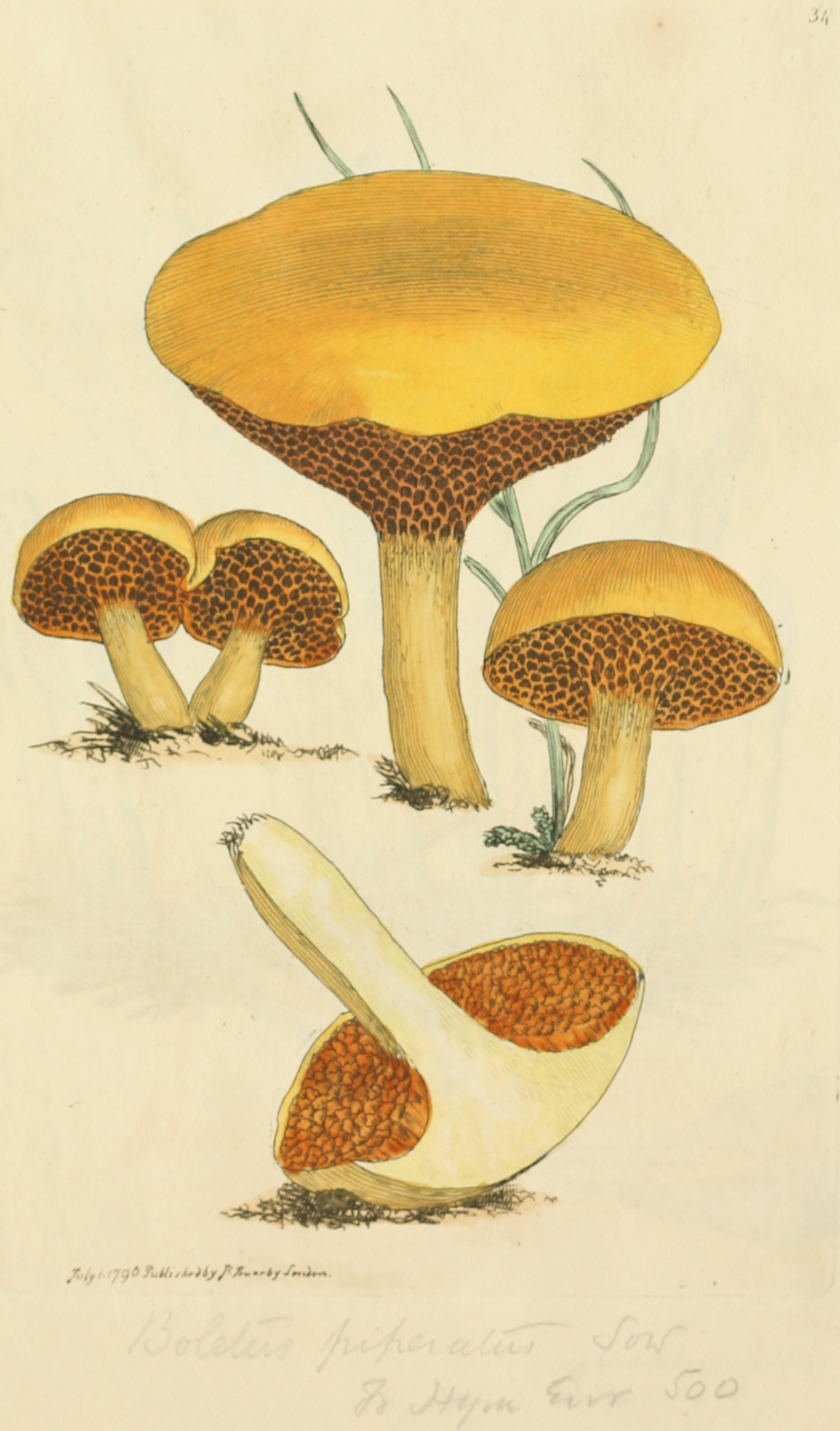
圖片節自1797年詹姆斯·索爾比（James Sowerby）所著之《英格蘭真菌及蕈類彩色圖鑑》（Coloured Figures of English Fungi or Mushrooms）

1790年，法國真菌學家皮埃尔·比利亚尔將胡椒牛肝菌命名為「Boletus piperatus」。但隨著生物分類學的演進，本物種的屬別不斷調整，茲臚列如下：
- Leccinum（塞缪尔·弗雷德里克·格雷，1821年）
- Viscipellis（呂西安·凱萊（英语：Lucien Quélet），1886年）
- Ixocomus（呂西安·凱萊，1888年）
- Suillus（奥托·孔策（英语：Otto Kuntze），1898年）
- Ceriomyces （威廉·阿方索·默里尔（英语：William Alphonso Murrill），1909年）

而現在的分類是直到1908年弗雷德里克·巴塔耶將劃入新屬「Chalciporus」，並以本種作為此屬的模式種。其種小名「piperatus」為拉丁語，意思是「具有胡椒味」。因此其英文俗名也稱之為「peppery bolete」，直譯即為「胡椒牛肝菌」。
本種所屬的屬別Chalciporus，和Buchwaldoboletus一同組成牛肝菌科的早期分支，此屬有許多種具寄生性。
本種有兩個變種紀錄：
- Chalciporus piperatus var. hypochryseus：
此變種在1993年被捷克真菌學者約瑟夫·舒塔拉（捷克語：Josef Šutara）首次紀錄，當時命名為Boletus hypochryseus[7]。一年後，雷吉斯·库特屈斯（法语：Régis Courtecuisse）將之移入Chalciporus屬[8]。2006年，沃尔夫冈·克洛法奇和伊姆加德·克里赛將其定為變種[9]。雖然有些來源來是把它認定為一獨立物種。[10]
- Chalciporus piperatus var. amarellus：
此變種在1883年被凯莱首次記錄，定名為「Boletus amarellus 」，並在1908年被巴代以換到Chalciporus屬。1974年，阿尔贝特·皮拉特（英语：Albert Pilát）和奥雷尔·德尔梅克（英语：Aurel Dermek）歸為變種。但有權威學者認為本變種並沒有分類學上的重要意義[11][12]。

## 形態特徵

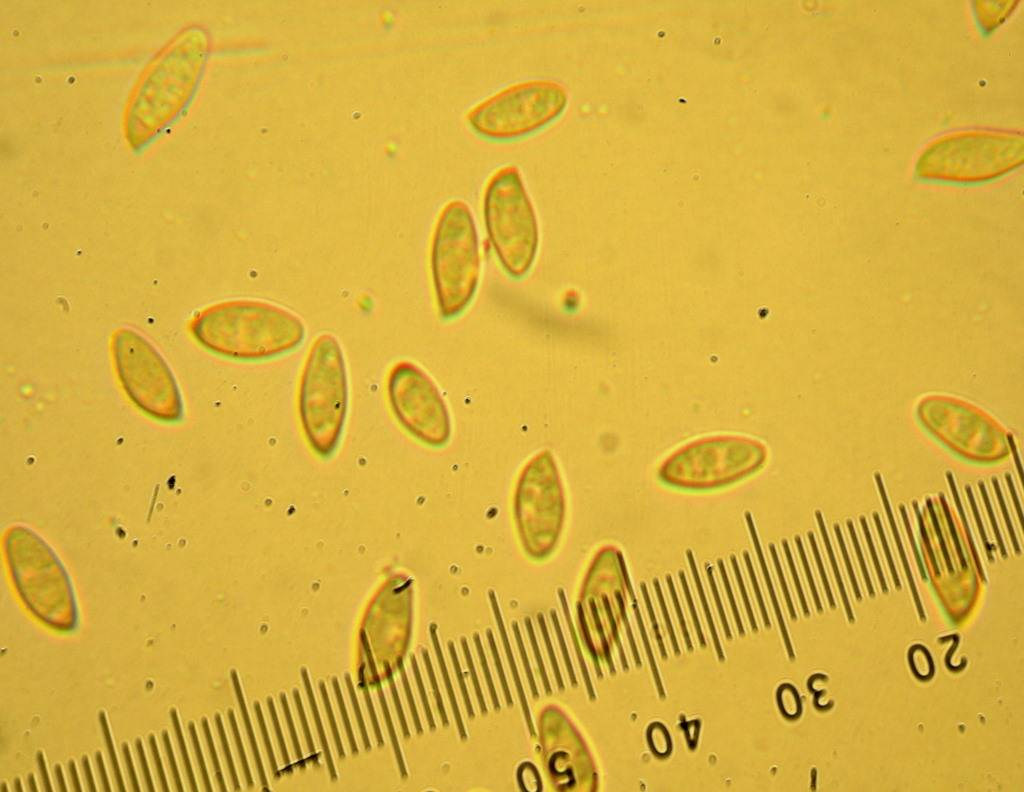
孢子呈狹紡錘形。

胡椒牛肝菌為牛肝菌科中較小的個體，菌蓋直徑約1.6—9 cm（0.6—3.5英寸），呈橘黃色。初生時菌蓋為凸面，成熟後逐漸平坦。乾燥時表面會皺縮或呈臘面，潮濕時會微黏。萌發孔的顏色可呈黃褐色或紅棕色，若有撞傷萌發孔則會成棕色。每個萌發孔都是多邊形，約0.5-2mm寬，深約3-10 mm長。菌柄較其他牛肝菌為細，長約4—9.5 cm（1.6—3.7英寸），粗約0.6—1.2 cm（0.2—0.5英寸）。整個菌柄粗細大概均等，基部可能稍微粗一些。菌柄和菌蓋的顏色相似，但稍微淺一些，基部則有黃色菌絲體。菌肉為黃色，有時稍微偏紅，成熟時會呈紫褐色。無特殊氣味，孢子印呈棕色至黃褐色。變種「hypochryseus」跟其主模式種很類似，但其萌發孔為淡黃色。另一變種「amarellus」的萌發孔較為粉紅，食用起來帶苦味，無胡椒味。
孢子表面光滑，梭形，長約 7-12 µm，寬約3–5 µm。擔孢子長約 20–28 µm，無色透明，其中含有四個孢子，球桿狀，內含許多油滴。隔孢梭形，有時尖端成球形，長30–50µm，寬9–12µm，有些透明，有些外殼則摻有金黃色色素。傘蓋角質層是由平行排列的菌絲構成，垂直傘面。這些菌絲10-17 µm寬，菌絲末端細胞成圓柱或橢圓形，且並非凝膠狀。菌絲末端並沒有鎖狀聯合的構造。

### 相似物種
北美洲物種「Chalciporus piperatoides」的子實體與本種相似，但在菌肉和孢子印中仍可做區分。C. piperatoides的孢子印成藍色，且胡椒味較不明顯。另一種味道較淡的物種C. rubinellus，顏色則較淡，且萌發管完全呈紅色。歐洲物種Rubinoboletus rubinus外觀上也與胡椒牛肝菌相似，但其萌發孔為紅色，且莖上有紅點。

## 分布及棲地

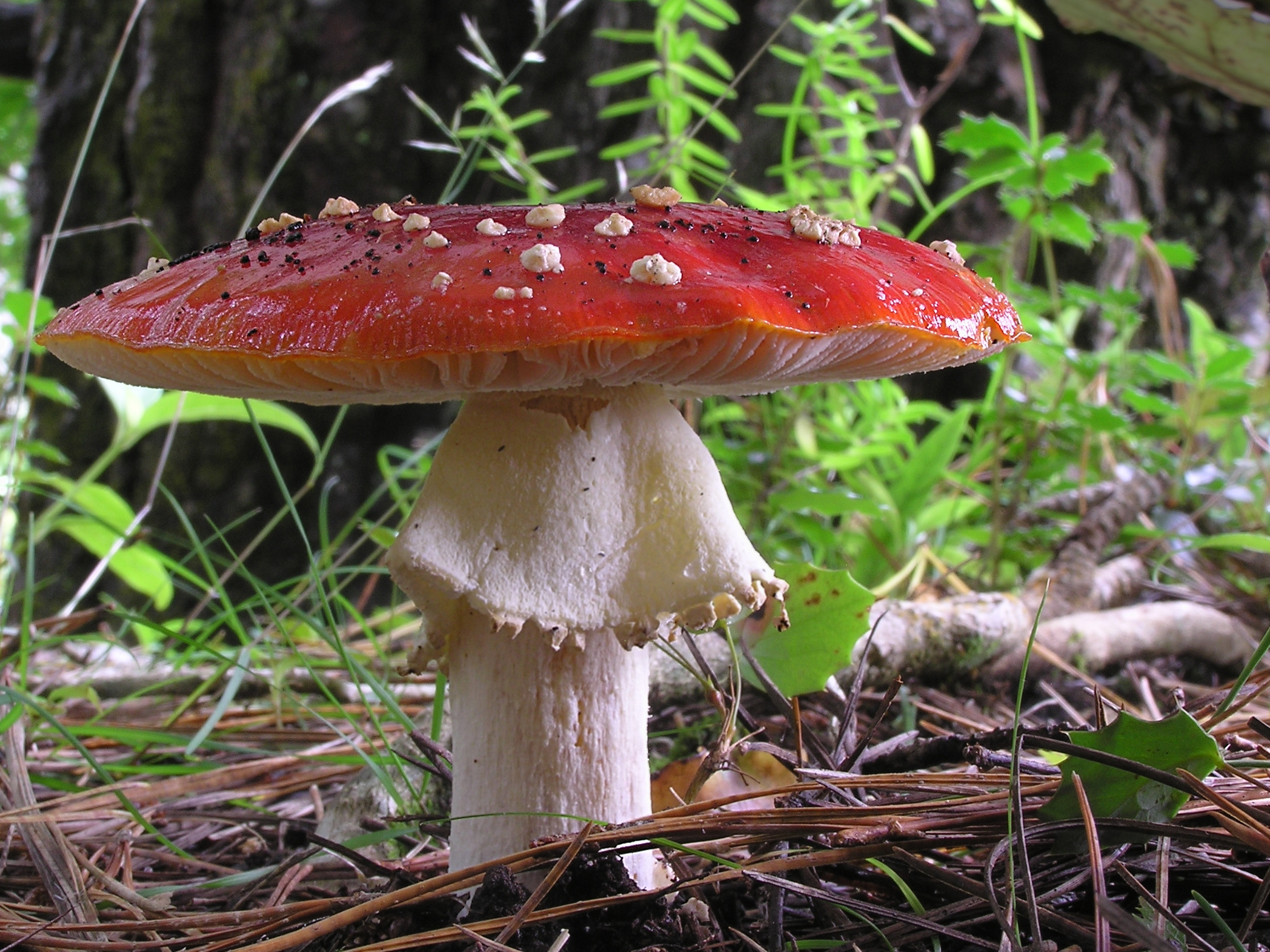
胡椒牛肝菌被推測寄生於毒蠅傘（圖示）身上。

子實體可能單獨生長或群聚生長。可能分布於松柏門、水青岡，和爪哇疏林附近，通常生長於沙地。分布於歐洲個體的子實體通常會於夏末和秋天（8-11月）萌發。本物種為北美洲的廣分布種，北美東岸的族群約在7月至10月結實，西岸則是9月至1月。墨西哥及中美洲亦有分布。本種亦在亞洲的巴基斯坦、印度西孟加拉邦、中國廣東省，以及南非的開普省西南部和德蘭士瓦省東部等，皆有採集紀錄。
本種通常分佈於松、柏等植物的附近，通常與毒蠅傘（Amanita muscaria）和雞油菌（Cantharellus cibarius）長在一起。曾在南巴西的聖卡塔琳娜州和巴拉納州的外來種火炬松（Pinus taeda）樹下發現。另外，在智利湖大區的外來樹種下也有紀錄。
在澳大利亞，本物種分布於塔斯馬尼亞島東北邊的原生樹林，以及其北方的維多利亞省，通常生長於桃金孃櫸（Nothofagus cunninghamii）身邊。稀有變種「hypochryseus」僅在歐洲發現，包含奧地利、捷克、希臘、義大利，以及西班牙。而另一變種「amarellus」則廣泛分布於歐洲的松柏樹林，生長於松屬、雲杉屬，及冷杉屬附近。
胡椒牛肝菌雖然為寄生物，但其仍然會被一種黴菌「Sepedonium chalcipori」寄生。這種黴菌對於真菌有高度專一性，目前已知的資料中，只知道會感染本物種。受到感染的個體會造成組織壞死，且會產生黃色的分生孢子。
胡椒牛肝菌一開始被認為與其他牛肝菌科物種一樣，為植物的外生菌根，與植物進行互利共生。然而，科學家不管是在生物合成還是同位素研究上，始終找不到一套完整共生的模式。因此，有人認為，胡椒牛肝菌根本就是一種寄生物種，寄生於毒蠅傘所形成的內生菌根身上。在紐西蘭，毒蠅傘被認為是外來種，隨著輻射松（Pinus radiata）攜入境內。之後進行寄主轉移，轉至本土的南青岡科樹種身上。而胡椒牛肝菌也隨著毒蠅傘轉至南青岡科樹種附近。此外，與本種屬同一演化支的Buchwaldoboletus lignicola，也被認為是寄生物種，这是本物種為寄生物種的另一证据。

## 用途

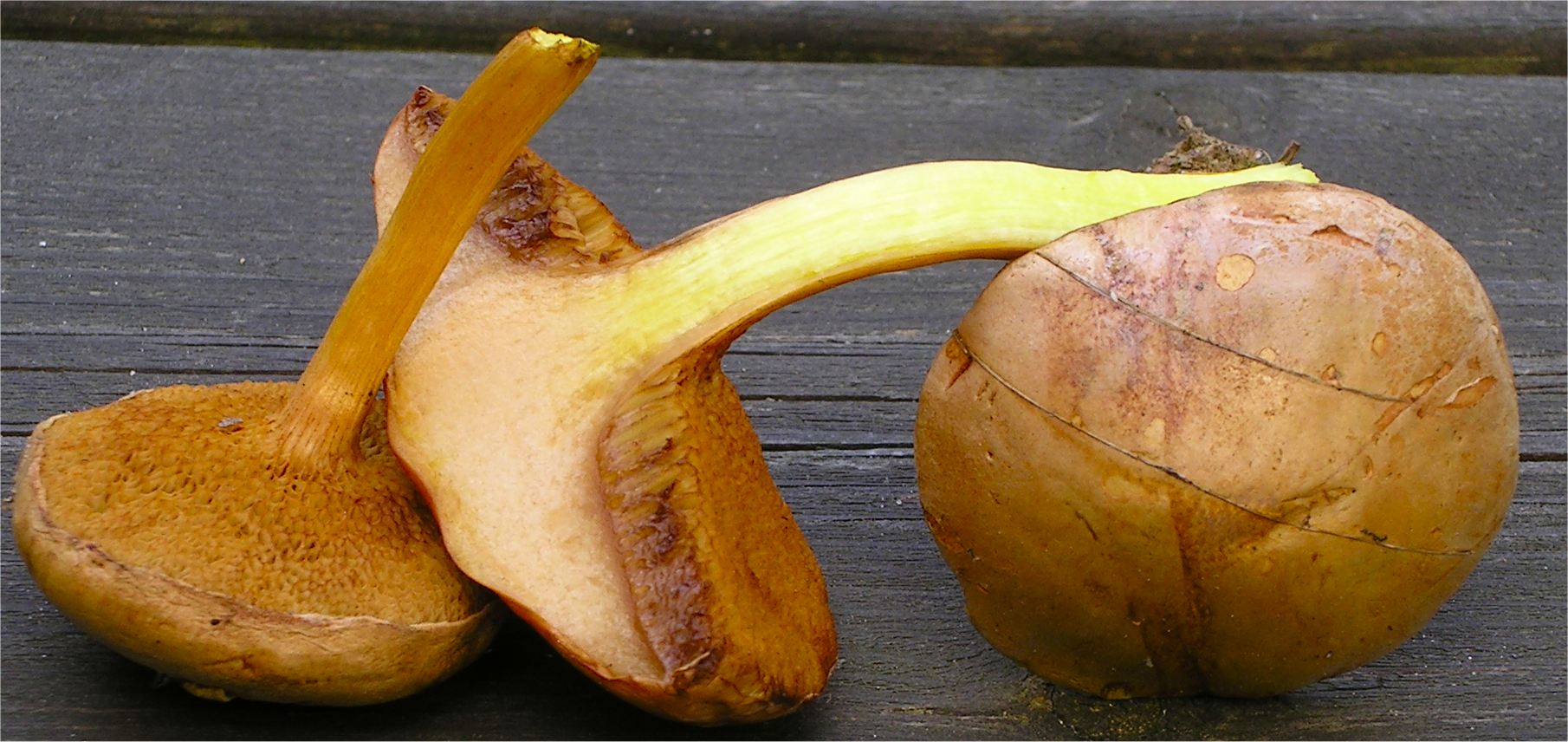
橫截面

胡椒牛肝菌可食用，味道相當辛辣。義大利主廚安东尼奥·卡卢乔（Antonio Carluccio）建議其僅用於將其他蘑菇調味。本物種為許多國家的調味品。在食用之前，必須完全煮熟，以避免造成胃部不適，但烹煮期間，其胡椒味會漸漸淡去。若將其磨成粉，則其味道流失更遽。有些食譜將本種列為不可食用物種之一。子實體可用於染色，加入不同的媒材，可顯黃、橙，及褐綠色等顏色。

## 化學物質
胡椒牛肝菌菌體內含有硬化蛋白（sclerocitrin），此物質最早是在一種常見塵菌（Scleroderma citrinum）體內發現，為一種生物色素，會讓成菌絲體、菌柄等呈現黃色。其它分離出來的化學物質包含降褐绒菌素A、chalciporone、絨蓋牛肝菌酸、雜色酸、variegatorubin，以及一種黃色色素礦石素（chalcitrin）。礦石素使本種子實體具有苦味。而绒盖牛肝菌酸則是其他色素（如硬化蛋白、礦石素，和降褐絨菌素A）的生物合成原料。另外，在子實體中也找到了礦石素的結構異構物異礦石素（isochalciporone），及其衍生產物去水異礦石素（dehydroisochalciporone）。
一項對於捷克及斯洛伐克汙染地區真菌的研究報告指出，在煉鉛場附近及礦渣上面生長的胡椒牛肝菌生物累積銻元素的能力最强。在一个样品中发现銻含量达到驚人的1423 mg/kg（乾重）。胡椒牛肝菌對於銻的耐受性，比起於同一區域其他常见真菌、腐生生物的和外生菌根還要高了十倍。。

## 参阅
- 北美牛肝菌列表（英语：List of North American boletes）

## 外部連結
- 胡椒牛肝菌在Index Fungorum中的資訊